# ريشيرو إيناغاكي
ريتشيرو إيناغاكي.

توقيع ريتشيرو إيناغاكي.

ريشيرو إيناغاكي (باليابانية: 稲垣 理一郎، ولد في 20 يونيو 1976) هو مانغاكا ياباني من طوكيو. بدأ حياته المهنية في عام 2001 ونشر أعمال لمجلة بيغ كوميك سبيرايتس لشوغاكوكان. بعد ثلاث ون شوت، انتقل إلى شونن جمب الأسبوعية، حيث بدأ سلسلة المانغا آيشيلد 21 وهو العمل الذي اشتهر به. بالتعاون مع يوسوك موراتا، عمل على آيشيلد 21 بين يوليو 2002 ويونيو 2009. ثم بين عامي 2010 و2015 تعاون إيناغاكي مع بانجي وكاتسونوري ماتسوي وريوتشي إيكيغامي، ونشر ون شوت في مجلات مختلفة. بدأ سلسلة جديدة بعنوان دكتور ستون في شونن جمب الأسبوعية العام 2017 بالتعاون مع بويتشي.

## الحياة
ولد في 20 يونيو 1976 في طوكيو، بدأ إيناغاكي يحب المانغا عندما قرأ مانغا ميتشي لفيوكو فوجيو في المدرسة الإعدادية.